# Prehnite
Pour les articles homonymes, voir Prehn.
La prehnite est une espèce minérale du groupe des silicates, sous groupe des phyllosilicates de formule Ca2Al(Si, Al)4O10(OH)2, avec  des traces de Ti, Fe, Mg, Na, K ou H2O. De très rares cristaux prismatiques isolés peuvent atteindre 4,5 cm.

## Historique de la description et appellations
Théophraste, au IIIe siècle av. J.-C., parle de la prehnite dans son ouvrage Des Pierres, où, au chapitre V, il la surnomme « raisin vert », pour mettre la couleur du laurier-rose en comparaison avec celle de la rose.

### Inventeur et étymologie
Balthazar Georges Sage la nomme « chrysolite du cap » en 1771. C'est la description d'Abraham Gottlob Werner en 1813 qui fait référence. Le terme provient de la dédicace au Commandant hollandais, Hendrik Von Prehn (1733-1785), alors que Werner pensait qu'il était le découvreur de ce minéral. De fait, ce dernier avait été ramené du Cap par Alexis-Marie de Rochon antérieurement à von Prehn.

### Topotype
- Karoo dolerites, Cradock, Province du Cap de Bonne Espérance, République Sud Africaine.

### Synonymie
- adelite (de Fourestier) : ne pas confondre avec l'arséniate adélite, qui est une espèce agréée par l'IMA.
- aedelite (Walmstedt)
- bostrichite (Walker 1789) : le terme est inspiré de la traduction "mèche de cheveux" par allusion à l'aspect de certains habitus de ce minéral[8].
- chiltonite (Emmons 1836)[9],[10]
- chrysolite du Cap (Sage)[11]
- coupholite ou koupholite (Picot de Lapeyrouse)[12] : désigne une variété d'habitus qui se présente en lames rhomboïdales. Le nom donné par Picot de Lapeyrouse est inspiré de la traduction grecque de "pierre légère".
- Prehnitoid ou Prenitoide (Bechi)[13] : désigne une prehnite massive de Monte Catini en Toscane.
- schorl en gerbes (Schreiber 1782)[14].
- zéolithe cuivreuse : nom donné à la prehnite de Reisenbach car elle est souvent associée au cuivre[15].
- zéolithe étincelante (Louis Gmelin)[16]
- zéolithe jaunâtre radiée (René Just Haüy)
- zéolithe rayonnée (von Born)
- zéolithe verte (Louis Gmelin)
- zéolithe vitreuse verdâtre du Cap (von Born).

## Caractéristiques physico-chimiques

### Cristallographie
- Paramètres de la maille conventionnelle : a = 4,61 Å, b = 5,47 Å, c = 18,48 Å, °, V = 466.00 ; Z = 2
- Densité calculée = 2,82

## Gîtes et gisements

### Gîtologie et minéraux associés
GîtologieLa préhnite est un minéral hydrothermal secondaire qui se forme généralement dans des fissures et autres cavités des roches éruptives basiques et schistes cristallines.
Minéraux associéscalcite, cuivre, datolite, épidote, pectolite, et les zéolithes.

### Gisements remarquables
- Afrique du Sud
  - Karoo dolerites, Cradock, Province du Cap de Bonne Espérance (Topotype)
- Allemagne
  - Radauthal, près de Harzburg, Harz Saxe
- États-Unis
  - Lane & Sons Traprock quarries, Westfield, Comté de Hampden, Massachusetts[17].
- France
  - La Combe de la Selle, Saint-Christophe-en-Oisans, Bourg d'Oisans, Isère. Ce gisement passe pour avoir donné les meilleurs spécimens de ce minéral[18].
  - Col d'Osquich, Pyrénées-Atlantiques Aquitaine
  - Vallée d'Aure, Hautes-Pyrénées, Midi-Pyrénées[19]
- Inde
  - Carrière de Bombay, District de Mumbai, Maharashtra.
- Italie
  - Campitello, Val di Fassa, Trentino-Alto Adige.
- Suisse
GraubÄunden, et le massif du  St. Gotthard dans le Tessin.

## Galerie France

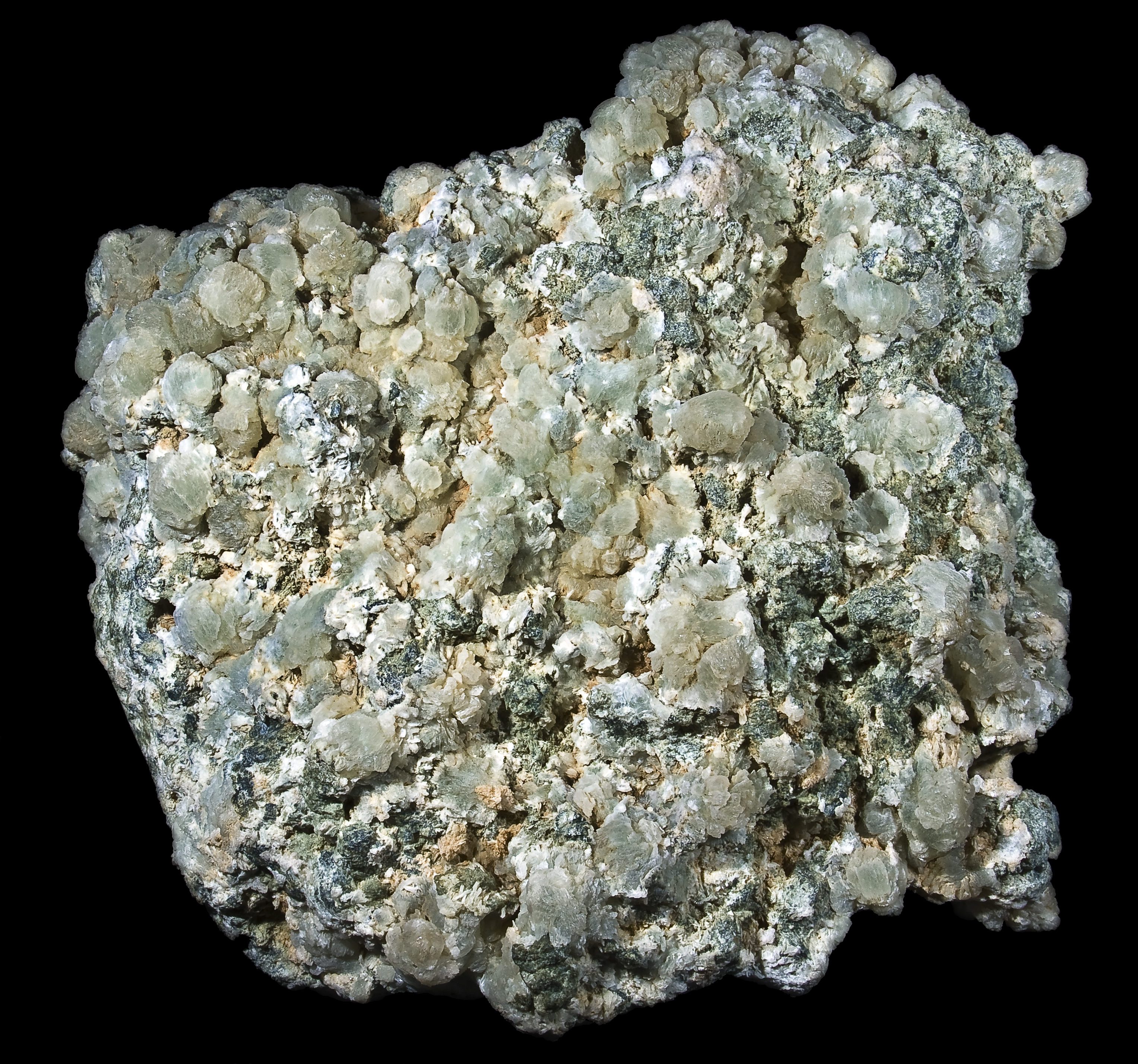
Prehnite Col d'Osquich Pyrénées Atlantique
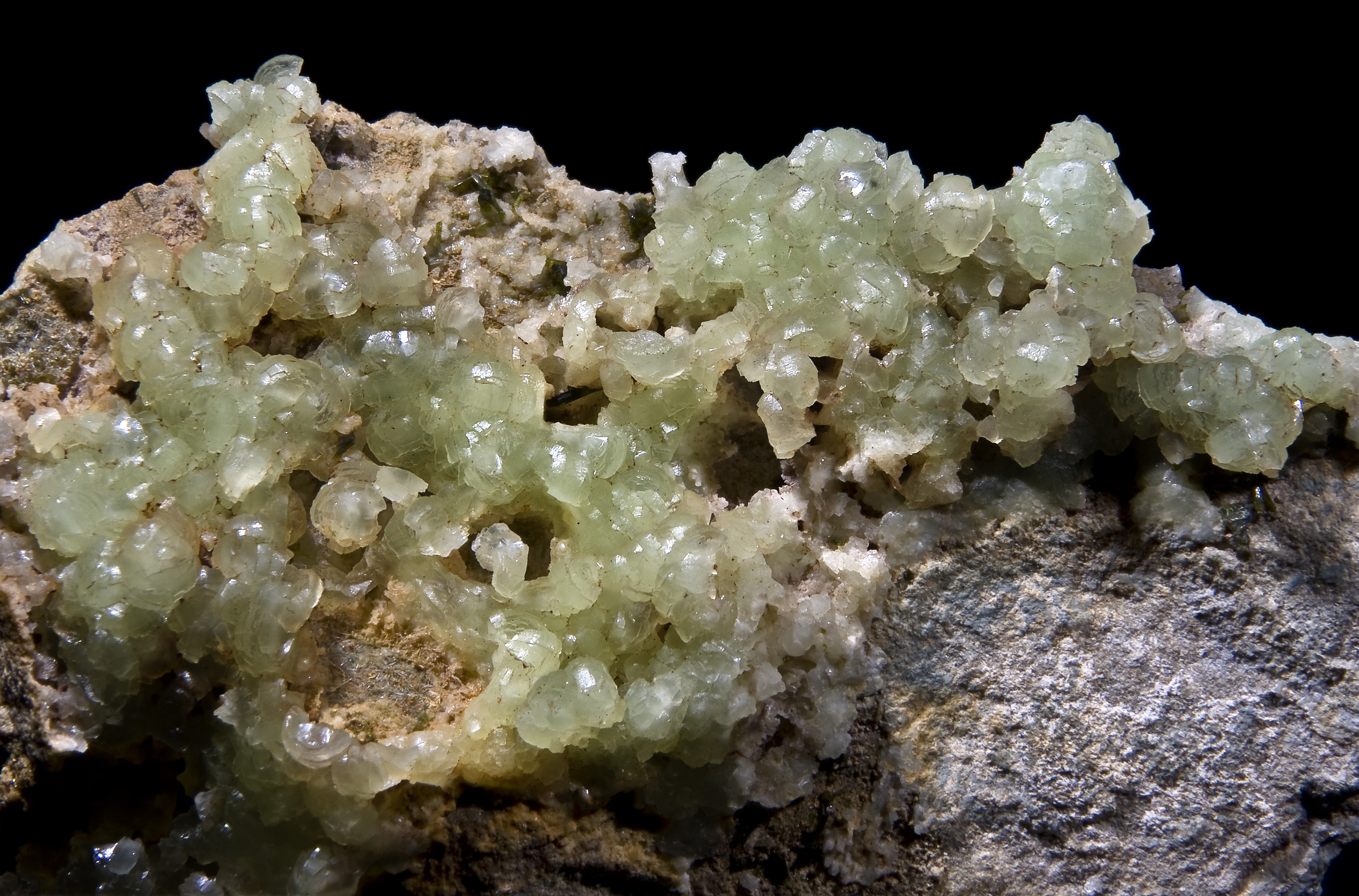
Prehnite Vallée d'Aure Hautes-Pyrénées

## Galerie Monde

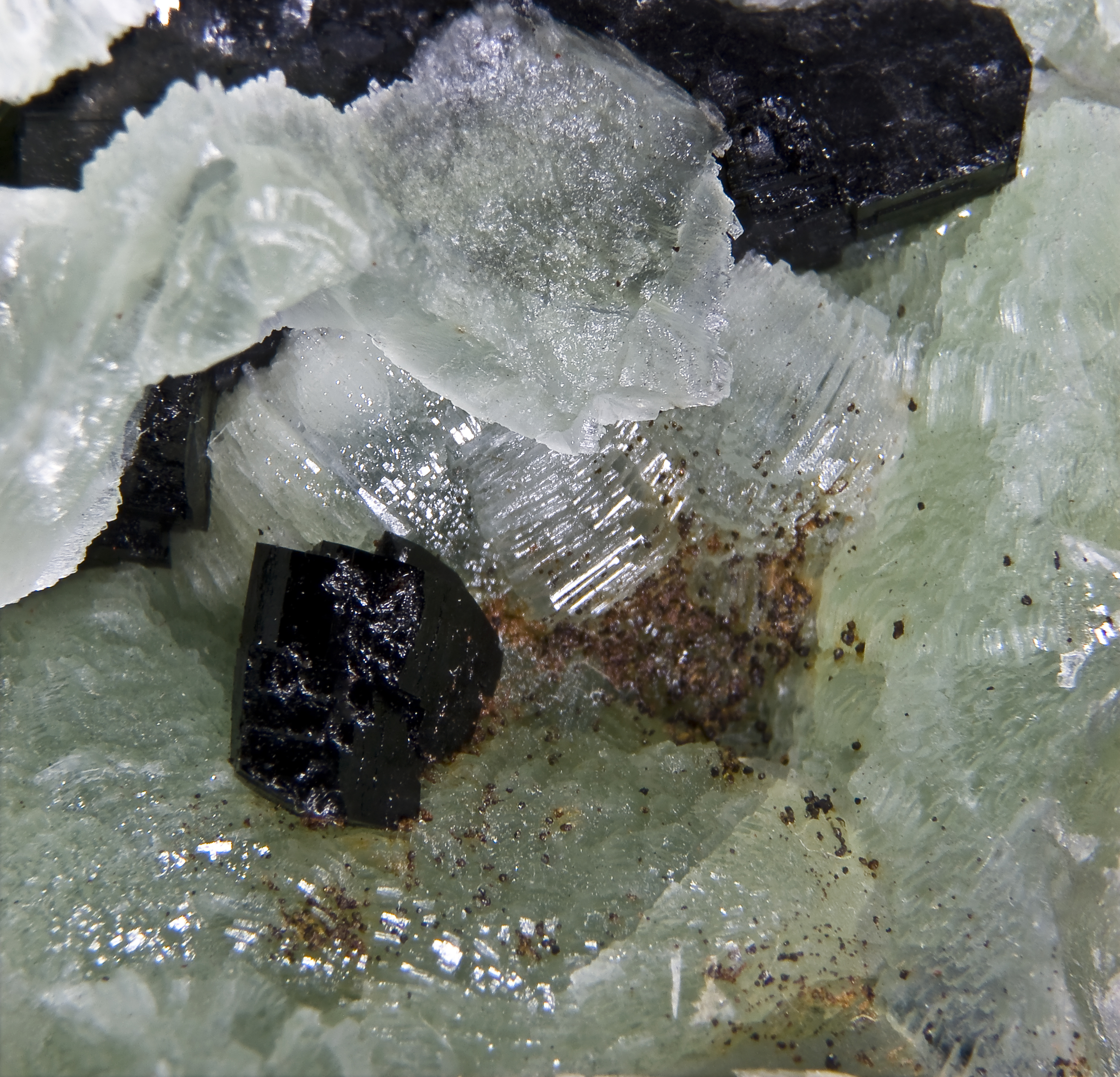
Prehnite (verte) et babingtonite - Massachusetts, États-Unis
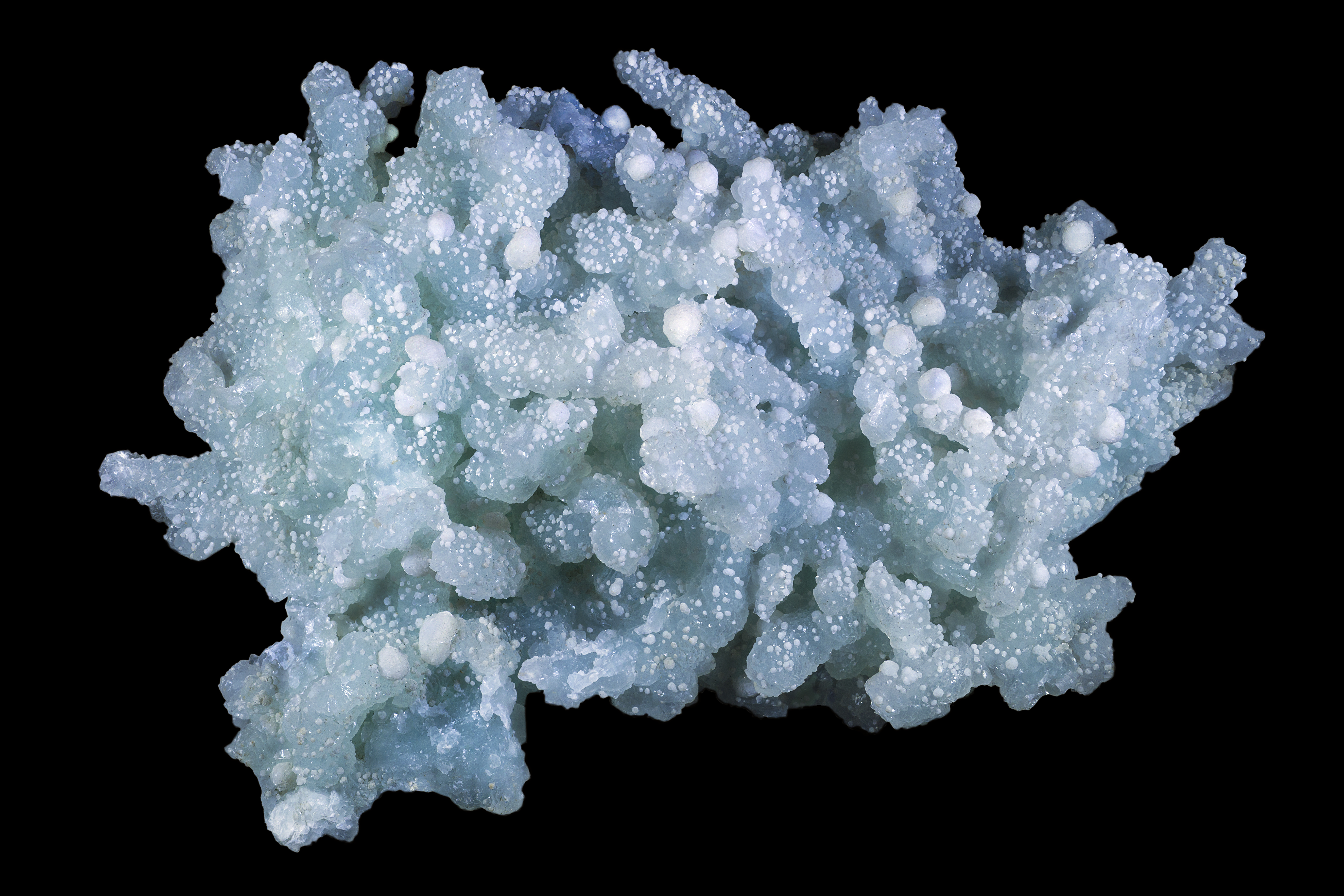
Prehnite ps. Laumontite - Bombay Inde
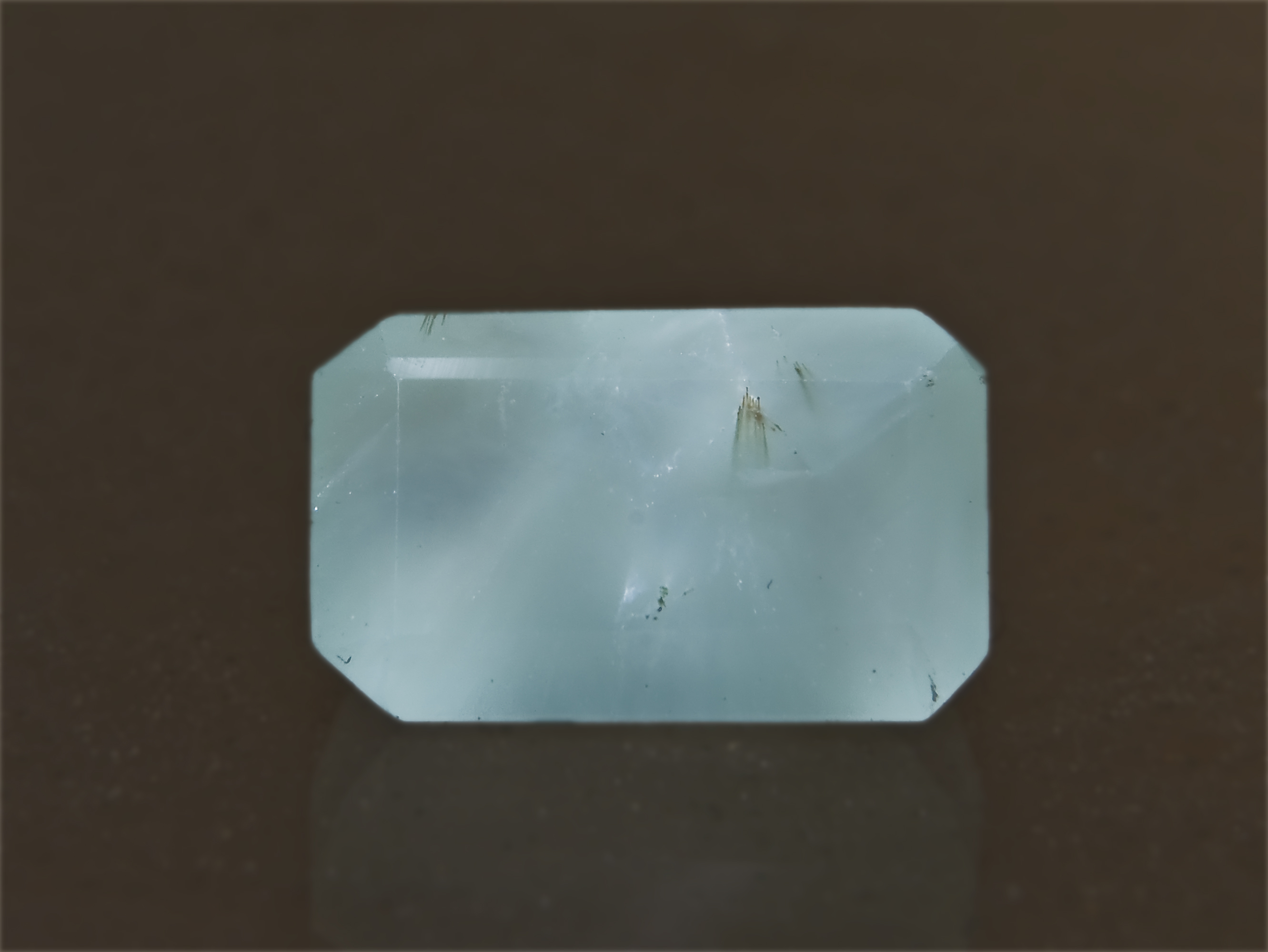
Prehnite - Taillée 6,17Ct Inde

## Utilité
Les prehnites de qualité gemmes peuvent être taillées notamment en cabochons, comme substituant du jade. Elle peut être distinguée des jadéites au moyen de CL-microphotographie et CL-microspectrographie et cela même si la texture est semblable.